# Вулиця страху: Королева краси
«Вулиця страху: Королева краси» (англ. Fear Street: Prom Queen) — американський слешер, знятий Меттом Палмером за сценарієм, який він написав у співавторстві з Дональдом Маклірі, на основі роману «The Prom Queen» (1992) із серії книг «Fear Street». Це четверта частина серії фільмів «Вулиця страху». У фільмі зіграли Індія Фаулер, Сюзанна Сон, Фіна Страцца, Девід Яконо, Елла Рубін, Кріс Кляйн, Аріана Грінблатт, Лілі Тейлор і Кетрін Вотерстон.

## Синопсис
Поки учні школи Шейдісайд готуються до випускного вечора 1988 року, «It Girls» змагаються за підтримку, прагнучи здобути титул королеви балу. Та коли до перегонів долучається несподівана номінантка, деякі з інших кандидаток починають таємниче зникати без сліду.

## Акторський склад
| Актор            | Роль                               |
| ---------------- | ---------------------------------- |
| Індія Фаулер     | Лорі Грейнджер                     |
| Сюзанна Сон      | Меган Роджерс подруга Лорі         |
| Фіна Стразза     | Тіффані Фальконер суперниця Лорі   |
| Девід Яконо      | Тайлер Торрес хлопець Тіффані      |
| Елла Рубін       | Мелісса Маккендрік подруга Тіффані |
| Кріс Кляйн       | Ден Фальконер батько Тіффані       |
| Кетрін Вотерстон | Ненсі Фальконер мати Тіффані       |
| Аріана Грінблатт | Крісті Рено                        |
| Лілі Тейлор      | Долорес Брекенрідж                 |

## Український Дубляж
- Студія: Postmodern
- Режисер дубляжу: Крістіна Синельник
- Перекладач: Олена Бабенко
- Менеджер проекту: Дмитро Токаренко
- Спеціалісти зі зведення звуку: Сергій Александров, Генадій Алексєєв, Євгеній Підопригора, Adolfo Avila Villalobos

Ролі дублювали
- Лорі Грейнджер — Анастасія Павленко
- Тіффані Фалконер — Дарина Муращенко
- Тайлер Торрес — Андрій Соболєв
- Меган Роджерс — Юлія Перенчук
- Ненсі Фалконер — Світлана Шекера
- Ден Фалконер — Володимир Терещук
- Деббі Вінерс — Катерина Буцька
- Мелісса Маккендрік — Вікторія Квашук
- Долорес Брекенрідж — Олена Узлюк
- Боббі — Євгеній Лісничий
- Лінда — Надія Хільська
- Директор Вейланд — Роман Семисал
- Гармоні Лафей — Майя Ведернікова
- Джадж — Дмитро Терещук
- Клер — Катерина Буцька
- Фредді — Кирило Сузанський
- Крісті Рено — Єлизавета Зіновенко
- Чед — Максим Самчик
- Павук — Арсен Шавлюк
- Роза — Аліна Проценко
- Джиммі — Володимир Гурін
- Офіційний Старкі — Едуард Кіхтенко
- Стокер — Дмитро Терещук

Додатковий акторський склад: Давід Гордієнко, Майя Ведернікова, Едуард Кіхтенко, Аліна Проценко, Юрій Кухаренко, Аліна Журба, Олександр Куколенко, Максим Чумак,

## Виробництво
У липні 2022 року Р. Л. Стайн заявив, що ведуться дискусії щодо створення нових фільмів на додаток до трилогії «Вулиця страху». У грудні повідомлялося, що Хлоя Окуно буде режисером майбутньої частини, а Chernin Entertainment повернеться до продюсування.
У жовтні 2023 року Стайн заявив, що серія фільмів «Вулиці страху» продовжиться з додатковими частинами, які знаходяться в розробці. Це підтвердив Скотт Стубер, коли повідомив, що наступна частина буде окремим фільмом із серії книг Р. Л. Стайна «Вулиця страху». У січні 2024 року Стайн підтвердив, що проєкт знаходиться в роботі і що він базуватиметься на книзі «The Prom Queen». У березні фільм отримав назву «Вулиця страху: Королева краси». Сценарій адаптували Дональд Маклірі та Метт Палмер, який також вистув режисером стрічки.
Після оголошення назви стало відомо, що початковий акторський склад включає Індію Фаулер, Сюзанну Сон, Фіну Страццу, Девіда Яконо, Еллу Рубін, Кріса Кляйна, Лілі Тейлор і Кетрін Вотерстон. Додаткові звіти показали, що Аріана Грінблатт також приєдналася до акторського складу. Основні зйомки розпочалися в Торонто 25 березня 2024 року і завершилися 14 травня того ж року.

## Випуск
Фільм вийшов на Netflix 23 травня 2025 року.